# ギャシュリークラムのちびっ子たち
『ギャシュリークラムのちびっ子たち または 遠出のあとで』（ギャシュリークラムのちびっこたち または とおでのあとで、英: The Gashlycrumb Tinies or, After the Outing）は、絵本作家のエドワード・ゴーリーによるアメリカの大人向け絵本。1963年刊行。日本では柴田元幸の訳により2000年に発行され、日本図書館協会選定図書に選定されている。

## 概要
「アルファベット・ブック」の様式をとった作品の一つ。アルファベット・ブックとは、AからZまでのアルファベット26文字それぞれを頭文字とする計26の単語を1ページまたは1文章の1つずつ入れて構成された本のことであり、日本で言えばいろはかるたに近い。この様式を好んだゴーリーは本作を含む計8作のアルファベット・ブックを発表しており、「迷ったら、アルファベットをやる。素材をまとめる上でこんないい手はない」と発言している。
本作では、アルファベット26文字それぞれを名前の頭文字とする計26人の子供たちが、それぞれ違う理由で死んでいく場面が描かれている。例として一部を引用する。
このように子供たちの死がわずかな文章で完結しており、死の動機も因果もなく、その死の後にも何もない。子供たちの死の瞬間のみを捉えて集めたかのように、短いひとつの文章に完結されている。重厚な文章に加えて、挿絵は古色蒼然とした風情を漂わせている。
ゴーリーの著作には、同様に子供が悲惨な目に遭う物語として『不幸な子供』があるが、本作は同作同様、ハッピーエンドになるよりむしろ現実的に暗い最期を迎えることを好意的に捉える意見が多い。物騒な作品にもかかわらず、言葉と絵には不愉快や戦慄はなく、のどかで変動のない作調によって独特の世界が醸し出されているとの意見や、教訓や道徳などとは全く関係なく子供が犠牲となることこそがゴーリーの典型的な作風とする評価の声もある。
ゴーリーの代表作の一つであり、アメリカの推理作家スー・グラフトンをはじめ、本作に影響を受けた者も多い（スー・グラフトン#来歴も参照）。